# Halobisium occidentale
Halobisium occidentale es una especie de arácnido del orden Pseudoscorpionida de la familia Neobisiidae.

## Distribución geográfica
Se encuentra en Columbia Británica, California y  Alaska.